# Brisinga andamanica
Brisinga andamanica is een vijftienarmige zeester uit de familie Brisingidae. De kleur is helder vermiljoen.
De wetenschappelijke naam van de soort werd in 1891 gepubliceerd door James Wood-Mason & Alfred William Alcock. Het materiaal waarop de beschrijving gebaseerd is, was opgedregd van een diepte van 405 vadem (741 meter) tijdens een tocht van het schip Investigator in 1890 en 1891, op onderzoeksstation 116 in de Andamanse Zee (11°25'N, 92°47'O).